# Kratečko
Kratečko falu Horvátországban, Sziszek-Monoszló megyében. Közigazgatásilag Sziszekhez tartozik.

## Fekvése
Sziszek városától légvonalban 23, közúton 31 km-re délkeletre, a Lónyamező szívében, a Száva bal partján fekszik.

## Története
A település neve 1242-ben még birtokként bukkan fel először „Grathko possessio ultra Savas” alakban. 1429-ben „Krathacha”, 1434-ben és 1466-ban „possessio Gratechko”, 1526-ban „Krathachko” alakban szerepel a korabeli forrásokban. A török veszély csökkenésével 17. század végén, vagy a 18. század elején telepítették be horvát lakossággal. 1773-ban az első katonai felmérés térképén „Dorf Kratechko” néven szerepel. A falunak 1857-ben 654, 1910-ben 710 lakosa volt.
A 20. század első éveiben a kilátástalan gazdasági helyzet miatt sokan vándoroltak ki a tengerentúlra. 1918-ban az új szerb-horvát-szlovén állam, majd később Jugoszlávia része lett. A II. világháború idején a Független Horvát Állam része volt. A háború után a béke időszaka köszöntött a településre. Enyhült a szegénység és sok ember talált munkát a közeli városokban. A falu 1991. június 25-én a független Horvátország része lett. 2011-ben 199 lakosa volt.

## Népesség
| Lakosság változása | Lakosság változása | Lakosság változása | Lakosság változása | Lakosság változása | Lakosság változása | Lakosság változása | Lakosság változása | Lakosság változása | Lakosság változása | Lakosság változása | Lakosság változása | Lakosság változása | Lakosság változása | Lakosság változása | Lakosság változása |
| ------------------ | ------------------ | ------------------ | ------------------ | ------------------ | ------------------ | ------------------ | ------------------ | ------------------ | ------------------ | ------------------ | ------------------ | ------------------ | ------------------ | ------------------ | ------------------ |
| 1857               | 1869               | 1880               | 1890               | 1900               | 1910               | 1921               | 1931               | 1948               | 1953               | 1961               | 1971               | 1981               | 1991               | 2001               | 2011               |
| 654                | 714                | 707                | 731                | 723                | 710                | 667                | 602                | 563                | 551                | 486                | 443                | 348                | 282                | 260                | 199                |

## Nevezetességei
- Szent Rókus tiszteletére szentelt római katolikus plébániatemploma.
- A település határában található a Lónyamező Natúrpark központi része. A Lónyamező az ország legnagyobb mocsaras területe, mely természetvédelmi védettséget élvez. A natúrpark a Száva folyó északi oldalán található vizenyős, hordalékos 50.650 hektárnyi területen, Sziszek és Stara Gradiška között húzódik. Rendkívül gazdag állat- és növényvilággal rendelkezik. A natúrparkot 1998-ban alapították, központja Jasenovacon van.

- A régi Weiss-malom épülete.

- Védett népi építészeti műemlék a 143. számú ház.[5] A telek, amin a ház található a falu legrégebbi övezetében található, amely a 18. században alakult ki. A ház a telek közepén található, párhuzamosan az úttal. Keleti részen és az udvar mélységében több melléképület (faház, kút, szénatároló, istálló, kukoricagóré, disznóól és tyúkól) található. Minden épület eredeti formájában maradt fenn.